# Stefan Holm
Stefan Christian Holm (født 25. maj 1976) er en svensk tidligere atlet, som dystede i højdespring. Han har vundet en olympisk guldmedalje, tre guld og en sølv til verdensmesterskaberne, en guld, to sølv og en bronze til europamesterskaberne. Hans personlige rekord i højdespring er 2,40 meter (indendørs 2005) og 2,37 (udendørs, 2008).

## Højdespringskarriere
Stefan Holm brød igennem på nationalt plan i 1994, da han vandt sølv ved det nationale mesterskabsstævne, en bedrift han gentog de følgende to år. I 1997 blev han svensk mester indendørs, en bedrift han gentog hvert år frem til og med 2008, bortset fra 2005. Udendørs var han svensk mester hvert år fra og med 1998 til og med 2008.
Han store gennembrud på den internationale atletikscene kom ved OL 2000 i Sydney, da han sluttede som nummer fire med et spring på 2,32. Året efter vandt han VM-guld indendørs, en bedrift han gentog 2003, 2004 og 2008. Han blev europamester indendørs i 2005 og 2007, mens hans bedste resultat udendørs var guld ved OL 2004 i Athen, hvor han sprang 2,36. Året forinden vandt han sølv ved VM udendørs, og det blev til to EM- medaljer udendørs. Han deltog også ved OL 2008, hvor han med 2,32 blev nummer fire.
Holm blev valgt ind i IOC i 2013, men bebudede i 2019, at han ville træde ud igen efter OL 2020.

## Privatliv
Han er søn af Johnny og Elisabeth Holm og født i Forshaga. Hans far var hans træner. Han har en tre år ældre søster, Veronica. Han blev gift med Anna i 2005 (skilt i 2012), og de fik en søn, Melwin, født i 2004, der også dyrker højdespring på højt niveau. Stefan Holm træner sin søn.